# World of Warcraft: Cataclysm Soundtrack
World of Warcraft: Cataclysm Soundtrack lub World of Warcraft: Cataclysm Collector’s Soundtrack – oficjalna ścieżka dźwiękowa z gry World of Warcraft: Cataclysm, będącej trzecim dodatkiem do World of Warcraft. Album został skomponowany przez Russella Browera, Dereka Duke’a, Neala Acree, Davida ArkenStone’a, Glenna Stafforda oraz Jasona Hayesa, który był odpowiedzialny tylko za jeden utwór. Wydany 7 grudnia 2010 przez Blizzard Entertainment na płycie CD (dostępna tylko w edycji kolekcjonerskiej) i do cyfrowego ściągnięcia na stronie iTunes (w formacie m4a).

## Formaty i listy utworów
CD, digital download:
| Nr  | Tytuł utworu                  | Długość |
| --- | ----------------------------- | ------- |
| 1.  | „The Shattering”              | 12:04   |
| 2.  | „Xaxas”                       | 2:16    |
| 3.  | „Tempest's Wake”              | 3:12    |
| 4.  | „Depths of Vashj'ir”          | 3:41    |
| 5.  | „Castaways”                   | 4:02    |
| 6.  | „Reforged”                    | 8:39    |
| 7.  | „Restoring the Balance”       | 3:04    |
| 8.  | „Curse of the Worgen”         | 3:25    |
| 9.  | „Defenders of Azeroth”        | 8:35    |
| 10. | „Eventide”                    | 2:31    |
| 11. | „Thaurrisan's Reach”          | 2:30    |
| 12. | „Uldum”                       | 5:19    |
| 13. | „Breath of Al'Akir”           | 2:36    |
| 14. | „Call of the Elements”        | 2:46    |
| 15. | „Guardians of Nordrassil”     | 6:45    |
| 16. | „Dominion of the Stonemother” | 3:46    |
| 17. | „Nightsong”                   | 2:38    |
|     |                               | 1:17:49 |

## Twórcy i personel pracujący nad ścieżką dźwiękową
- Skomponowana przez Russella Browera, Dereka Duke’a, Neala Acree, Davida ArkenStone’a, Glenna Stafforda oraz Jasona Hayesa i Edo Guidottiego z Blizzard Entertainment.
- Za wykonanie odpowiada Northwest Sinfonia Orchestra and Chorus oraz Simon James i David Sabee.

Źródło: